# Kanton Poligny
Poligny is een kanton van het Franse departement Jura. Het kanton maakt deel uit van de arrondissementen Lons-le-Saunier (32) en Dole (10).

## Gemeenten
Het kanton Poligny omvatte tot 2014 de volgende gemeenten:
- Abergement-le-Petit
- Aumont
- Barretaine
- Bersaillin
- Besain
- Biefmorin
- Bonnefontaine
- Brainans
- Buvilly
- Chamole
- Champrougier
- Le Chateley
- Chaussenans
- Chemenot
- Colonne
- Domblans
- Fay-en-Montagne
- Grozon
- Miéry
- Molain
- Montholier
- Neuvilley
- Oussières
- Picarreau
- Plasne
- Poligny (hoofdplaats)
- Tourmont
- Vaux-sur-Poligny
- Villers-les-Bois

Bij de herindeling van de kantons door het decreet van 17 februari 2014, met uitwerking op 22 maart 2015, werd het uitgebreid tot 45 gemeenten. 
Op 1 januari 2016 werden de gemeenten Crançot, Granges-sur-Baume en Mirebel samengevoegd tot de fusiegemeente (commune nouvelle) Hauteroche.
Het decreet van 5 maart 2020 heeft de grenzen van het kanton aangepast, door overheveling van de gemeente Saint-Germain-lès-Arlay, die was toegevoegd aan de gemeente Arlay, naar het kanton Bletterans. 
Sindsdien omvat het kanton volgende 42 gemeenten :
- Baume-les-Messieurs
- Besain
- Blois-sur-Seille
- Blye
- Bonnefontaine
- Briod
- Buvilly
- Chamole
- Chaussenans
- Château-Chalon
- Châtillon
- Conliège
- Domblans
- Fay-en-Montagne
- Le Fied
- Frontenay
- Hauteroche
- Ladoye-sur-Seille
- Lavigny (Frankrijk)
- Le Louverot
- La Marre
- Menétru-le-Vignoble
- Molain (Jura)
- Montaigu (Jura)
- Montain
- Nevy-sur-Seille
- Nogna
- Pannessières
- Perrigny (Jura)
- Picarreau
- Le Pin (Jura)
- Plainoiseau
- Poids-de-Fiole
- Poligny (Jura) (hoofdplaats)
- Publy
- Revigny
- Saint-Maur (Jura)
- Vaux-sur-Poligny
- Verges (Jura)
- Le Vernois
- Vevy
- Voiteur